# NForce 2

nForce 2系列是NVIDIA研發的第二代主機板晶片組，首款產品在2002年7月推出。改進了第一代產品上的眾多硬體缺陷，但仍存在USB控制器兼容性问题，安装其提供的USB驱动后，将导致Windows XP某些USB设备不能被识别，唯一可行的办法是替换usbport.sys为Windows 2000 Service Pack 4 中所提供的usbport.sys。

## 產品型號
- nForce 2 -- AGP 8X, 333MHz FSB外频、双通道DDR333
- nForce 2 IGP -- AGP 8X, 333MHz FSB外频、双通道DDR333，整合GeForce 4 MX 圖形顯示核心
- nForce 2 Ultra 400 -- AGP 8X, 400MHz FSB外频、双通道DDR400
- nForce 2 400 -- AGP 8X, 400MHz FSB外频、單通道DDR400

## 產品規格
- 南橋晶片
  - MCP支持ATA 133和USB 2.0
  - MCP-T支持ATA 133和USB 2.0，IEEE 1394、双网卡以及APU